# لفافة باطن الصدر

اللفافة البطانية في الحيز الوربي العميق.

لِفافَةُ بَاطِنِ الصَّدْر (بالإنجليزية: Endothoracic fascia)‏ هي طبقة من النسيج الضام الرخو في الحيز والضلوع الوربية العميقة، والتي تفصل هذه الهياكل عن غشاء الجنب التحتية. هذه الطبقة اللفافة هي الغشاء الأبعد للتجويف الصدري. تحتوي اللفافة البطانية على كميات متفاوتة من الدهون. يصبح أكثر ليفية عند الحدود العلوية للرئتين كغشاء فوق الجنبة. يفصل الشريان الصدري الداخلي عن غشاء الجنب.